# Batalha de Gedo
A Batalha de Gedo foi um confronto armado da Guerra Civil Somali entre a milícia sufi Ahlu Sunna Waljama'a e as forças governamentais somalis que os apoiavam contra o grupo militante al-Shabaab, alinhado à al-Qaeda, pelo controle da região de Gedo.

## Contexto
A região de Gedo está localizada no sul da Somália, controlada por rebeldes. A partir de 2009, passou a ser controlada por militantes do Hizbul Islam e, depois de uma fusão entre os rebeldes em dezembro de 2010, pelo al-Shabaab. Desde o início de 2011, a milícia de Ahlu Sunna deslocou-se para o sul a partir do centro da Somália. Os primeiros confrontos em Gedo aconteceram em março, quando a milícia Raskamboni promoveu uma revolta contra os islamistas radicais do al-Shabaab. As tropas da Ahlu Sunnah e as forças do governo vieram ajudar os rebeldes.
Em 7 de março, as forças governamentais recapturaram as cidades de Luuq e Elwak sem encontrar muita resistência.  Consequentemente, o movimento Raskamboni saiu contra os rebeldes radicais. Em 14 de março, 62 soldados somalis foram mortos e 33 feridos durante uma batalha da cidade na região de Gedo. As baixas do lado dos rebeldes são desconhecidas.  Em 18 de março, os combates continuaram na região de Luuq. Desta vez, 29 milicianos sufis foram mortos na cidade de Luuq e 50 ficaram feridos.  Um confronto estourou novamente no final de abril.

## Cronologia
Os combates começaram em 27 de abril depois que as forças somalis emboscaram os combatentes do al-Shabaab em Tulo-Barwaqo, perto de Garbaharey. O porta-voz dos paramilitares Ahlu Sunna Waljama'a afirmou terem matado cerca de vinte combatentes do lado oposto.  Posteriormente, entre Elberde e Luuq, uma mina à beira da estrada matou quinze pessoas. A mina terrestre detonou embaixo de um micro-ônibus, matando nove passageiros imediatamente; outros seis passageiros morreram posteriormente devido à perda de sangue. Em Tulo-Barwaqo, os combatentes da Ahlu Sunna Waljama'a entraram em confronto com militantes do Al-Shabaab e um porta-voz da Ahlu Sunna, relatou que os combatentes do grupo capturaram "rifles de assalto, pistolas, dispositivos explosivos e ... dois veículos militares" e mataram  cerca de vinte militantes do al-Shabaab. Em Luuq, o al-Shabaab atacou as tropas do Governo Federal de Transição usando táticas de bater e fugir, matando quatro soldados. Em Elwak, o al-Shabaab emboscou soldados do governo, matando dez. Um veículo militar pertencente às forças militares somalis foi incendiado e dois outros foram danificados por tiros na escaramuça.
No dia seguinte, cerca de 36 combatentes do al-Shabaab foram mortos depois de lutar com o exército somali no vilarejo de Tulo Barwaqo nos arredores da cidade de Garbaharey. O al-Shabaab lançou um ataque de emboscada às forças somalis na região de Gedo e teria emboscado forças do governo flanqueadas por veículos militares no vilarejo de Kured, nos arredores do distrito de Luuq. Pelo menos cinco pessoas, todos combatentes, foram mortos e dezenas de feridos durante o confronto. 27 homens armados do grupo pró-governo Ahlu Sunna Waljama'a foram mortos nas escaramuças deste dia e oito soldados do governo de transição. 
No dia 29 de abril, em Luuq, os combatentes do al-Shabaab emboscaram as forças do exército somali, matando pelo menos dez pessoas, a maioria combatentes, e ferindo dezenas de outras. Um total, 24 militares somalis morreram e dois veículos militares foram destruídos naquele dia. 
Em 30 de abril, um confronto eclodiu no vilarejo de Burgadud, perto de Garbaharey, quando as forças somalis lançaram ataques premeditados contra os combatentes do Al-Shabaab, pelo menos sies soldados do governo ficaram feridos. As tropas somalis e as forças do Ahlu Sunna conquistaram as cidades de Tulo Barwaqo e Garbaharey quando os combatentes do al-Shabaab supostamente se retiraram. Ao mesmo tempo, o Al-Shabaab reivindica a vitória nesses combates. Pelo menos dez combatentes do al-Shabaab foram mortos durante os confrontos e dois veículos militares pertencentes ao Ahlu Sunna Waljama'a foram apreendidos.
Em 1 de maio os combates intensos ainda continuaram em Gedo. Nas aldeias de Af-Barwaqo e Buurgudud, pelo menos dez pessoas foram mortas e catorze feridas. O porta-voz do al-Shabaab, Sheikh Abdiaziz abu Mus'ab, informou que seus combatentes apreenderam quatro picapes das forças governamentais, incluindo uma carroça de batalha. 
No início da manhã do dia seguinte, as forças do Al-Shabaab lançaram um ataque a Garbaharey; tentaram recapturar a cidade, mas não conseguiram. Pelo menos 75 combatentes do al-Shabaab foram mortos por tropas somalis e pelos milicianos do ASWJ. De acordo com o governo da Somália, o comandante de alto escalão do al-Shabaab, Fuaad Shongole, foi morto nesses confrontos. Apenas Baardheere e Buur Dhuubo ainda permaneciam sob o controle do al-Shabaab. 
Em 3 de maio, as tropas somalis emboscaram as milícias Al-Shabaab e expulsaram os insurgentes de uma aldeia chamada Meykaareeb, 19 quilômetros a oeste de Garbaharey. As tropas do governo mataram quinze insurgentes durante essas operações e apreenderam duas picapes das forças do Al-Shabaab.  Na tarde, o Al-Shabaab lançou um ataque de emboscada contra militares somalis matando oito soldados do ASWJ e pelo menos dez combatentes do Al-Shabaab também foram mortos. Em Garbaharey, três pessoas de uma família foram mortas depois que um tiro de morteiro destruiu sua casa. 
No dia seguinte, em Garbaharey, pelo menos setenta pessoas, principalmente os combatentes, foram mortas em violentos combates entre as forças do Al-Shabaab e soldados somalis.
O xeque Abdi-aziz Abu Mus’ab, porta-voz dos insurgentes islamistas, afirmou em 5 de maio que o presidente do ASWJ em Gedo, o xeque Hassan Sheikh Ahmed (Qoryoley), morreu devido aos ferimentos causados por uma emboscada em Garbaharey. Sheikh Isaq Hussein, um oficial da Ahlu Sunna, confirmou a morte.
Nove pessoas (seis crianças e três adultos) foram mortas em 6 de maio por uma explosão de uma mina terrestre na região de Gedo em uma cidade não especificada. 
Um dia depois, as forças somalis deixaram a aldeia Gusar após um problema com o pagamento de seus salários. As forças do al-Shabaab assumiram o controle depois disso. 
Em 10 de maio testemunhas em Beled Haawo, Garbaharey, Ceelwaaq e Luuq viram as tropas somalis acompanhadas pelas forças do ASWJ partindo no início da manhã em direção aos redutos do al-Shabaab. Mais tarde naquele dia, as forças somalis tomaram quatro aldeias perto de Baardheere, a maior e última fortaleza do al-Shabaab em Gedo. O al-Shabaab não resistiu e retirou-se assim que percebeu que era superado em número pelas Forças Armadas da Somália. 
Em 13 de maio as forças de Ahlu Sunna Waljama'a emboscaram as milícias al-Shabaab em um vilarejo perto de Garbaharey, chamado Kalabeyr. O al-Shabaab fugiu do vilarejo depois que as forças do ASWJ mataram três insurgentes e apreenderam algumas de suas armas. Maxamed Xuseen Al-Qaaddi disse à Radio Shabelle que as suas forças estavam controlando Kalabeyr depois que o al-Shabaab perdeu a batalha.
No dia seguinte, no vilarejo de Banmudalo, perto de Luuq, um confronto começou entre as tropas do governo interino e os combatentes do Al-Shabaab. Pelo menos duas pessoas foram mortas.
Em 15 de maio, as forças do Al-Shabaab dispararam morteiros para a cidade de Garbaharey. Nenhuma morte ou ferimento foi relatado. Alguns moradores começaram a fugir de suas casas devido a possibilidade de novos combates novamente da área.
No dia 13 de junho de 2011 quase 1.000 soldados somalis terminaram o treinamento em Doolow, essas tropas devem implantadas em Gedo, retomando a ofensiva.
Em 11 de outubro de 2012 colunas de veículos blindados e caminhonetes militares transportando novas tropas etíopes teriam chegado à cidade fronteiriça de Luq, na província de Gedo. Os comandantes do Exército Nacional Somali na área afirmaram que as tropas etíopes estabeleceram bases militares nos subúrbios da cidade, onde estão planejando uma grande ofensiva contra as cidades e locais restantes controlados por militantes do al-Shabaab. 
No dia 15 de outubro, os combatentes do al-Shabaab fizeram sua última preparação para defender o distrito de Bardera, na região de Gedo, no sul da Somália, das forças aliadas lideradas pelos militares somalis. 
Em 29 de outubro o governo declarou a cidade de Luq e seus arredores estavam assegurados e instou as agências de ajuda humanitária a abrirem seus escritórios na área. O comissário da área, Abdullahi Kuredow, disse que a segurança no distrito foi reforçada e era confiável. Também afirmou que as forças somalis apoiadas por tropas etíopes e suas milícias aliadas do Ahlu Sunna estavam no controle total de todo o distrito. 
Em 10 de novembro pelo menos duas pessoas foram mortas em uma batalha feroz entre o Exército Nacional Somali e os militantes do al-Shabaab na província de Gedo, o último de uma onda de ataques na região sudoeste. A violência irrompeu alegadamente depois que combatentes fortemente armados do al-Shabaab lançaram um ataque surpresa contra as forças somalis em um posto de controle localizado nos arredores de Garbaharey, uma cidade amplamente controlada pelo governo somali. 

## Resultado
Em 2 de janeiro de 2013 informações da cidade de Bardhere na região de Gedo indicavam a retirada da liderança do al-Shabaab. Os residentes locais disseram a Radio Bar-kulan que a cidade estava em pânico enquanto os combatentes do Al-Shabaab se preparam para uma investida do governo e das forças aliadas. Entre os líderes fugitivos estavam estrangeiros, disseram os residentes a Bar-kulan. Bardhere continuou sendo o reduto dos militantes do al-Shabaab. A cidade estava cercada por tropas do governo e pelas Forças de Defesa do Quênia. 